# Geissois

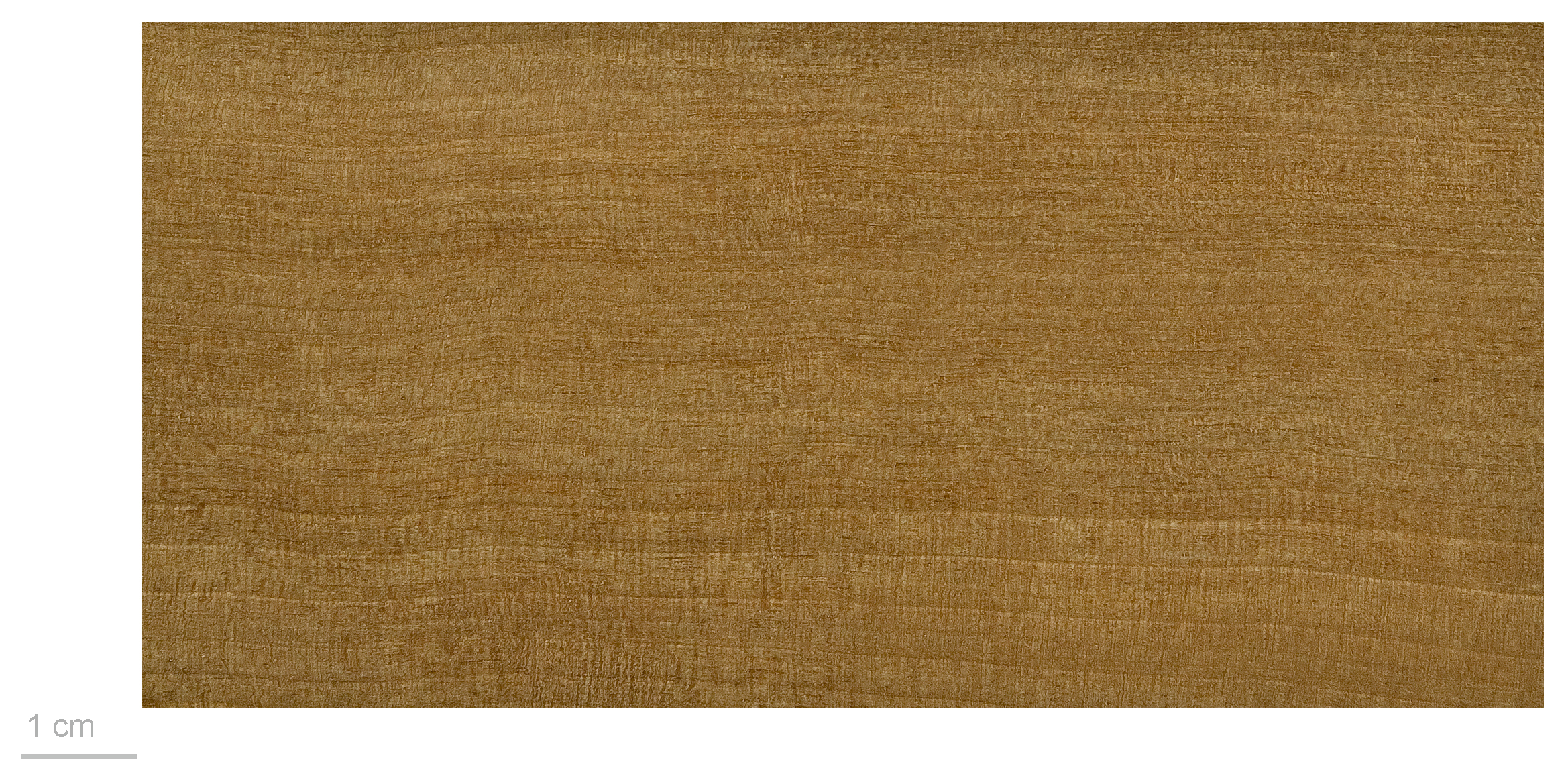
Geissois racemosa

Geissois es un género  de plantas con flores perteneciente a la familia Cunoniaceae.  El género comprende 26 especies descritas y de estas, solo 20 aceptadas.

## Taxonomía
El género fue descrito por Jacques Julien Houtton de La Billardière  y publicado en Sertum Austro-Caledonicum 50. 1825. La especie tipo es: Geissois racemosa Labill.	

## Especies aceptadas
A continuación se brinda un listado de las especies del género Geissois aceptadas hasta marzo de 2013, ordenadas alfabéticamente. Para cada una se indica el nombre binomial seguido del autor, abreviado según las convenciones y usos:
- Geissois benthamiana F.Muell.
- Geissois biagiana (F.Muell.) F.Muell.
- Geissois bradfordii H.C.Hopkins
- Geissois denhamii Seem.
- Geissois hippocastaneifolia Guillaumin
- Geissois hirsuta Brongn. & Gris
- Geissois imthurnii Turrill
- Geissois intermedia Vieill. ex Pamp.
- Geissois lanceolata (Guillaumin) H.C.Hopkins
- Geissois montana Vieill. ex Brongn. & Gris
- Geissois parviflora Guillaumin
- Geissois pentaphylla C.T.White
- Geissois polyphylla Lecard ex Guillaumin
- Geissois pruinosa Brongn. & Gris
- Geissois racemosa Labill.
- Geissois stipularis A.C.Sm.
- Geissois superba Gillespie
- Geissois ternata A.Gray
- Geissois trifoliolata Guillaumin
- Geissois velutina Guillaumin ex H.C.Hopkins